# 中國五聲音階
中國五聲音階，或稱為五声调式，是中國音樂中常用的音階系統，古代中國將这5个音依次定名为宮、商、角、徵、羽，大致相当于西洋音乐简谱上的唱名（do）、（re）、（mi）、（sol）、（la）。
这五个音各音的名称是：
| 1  | 2  | 3  | 5  | 6  |
| 宫 | 商 | 角 | 徵 | 羽 |

宫、商、角、徵、羽这五个音相互间的音程关系是固定不变的。如：
五声调式中的任何一个音均可构成一种调式，以宫音作主音构成的调式叫宫调式；以商音作主音构成的调式叫商调式；以此类推。
五聲調式的基礎上再加上变宫（宫下方小二度）、变徵（徵下方小二度）、清角（角音上方小二度）和閏宮（宮下方大二度）中的兩個，可構成七聲調式:145。

## 五聲的聲學性質
中國音樂選定這五種相對音高做為旋律的基礎，是來自於三分損益法前五音的結果。
在司馬遷的《史記》「律書第三」中寫到：「……九九八十一以為宮。三分去一，五十四以為徵。三分益一，七十二以為商。三分去一，四十八以為羽。三分益一，六十四以為角。」意思是說，如果我們先取一根長度為81單位的竹管用來定為「宮音」，用三分損益法便可以依序求得「徵音」、「商音」、「羽音」、「角音」的長度分別為54、72、48、64。中國的「三分損益」或「五度相生」，在這五個相對音高與純律所取得的結果是相同的。
聲學理論中，以上的長度可視為基音的波長（由於竹管兩端是開放端，故管長正比於基音的波長），並與其頻率音高成反比。在下面列表中可以看出前五個音之間都成簡單的整數比，而這正是構成和弦的基礎。因為這五音容易構成和諧的優點，所以古代中國便採取宮商角徵羽作為作曲旋律的基礎。
|        | 宮(81) | 商(72) | 角(64) | 徵(54) | 羽(48) |
| 宮(81) | -      | 8/9    | 64/81  | 2/3    | 16/27  |
| 商(72) | 9/8    | -      | 8/9    | 3/4    | 2/3    |
| 角(64) | 81/64  | 9/8    | -      | 27/32  | 3/4    |
| 徵(54) | 3/2    | 4/3    | 32/27  | -      | 8/9    |
| 羽(48) | 27/16  | 3/2    | 4/3    | 9/8    | -      |